# General D
General D, de son vrai nom Sérgio Matsinhe (né le 28 octobre 1971 à Lourenço Marques, au Mozambique), est un rappeur portugais.

## Biographie
À l'âge de deux ans, il déménage sur la rive sud de Lisbonne. Il excelle en athlétisme et détient le record régional du 100 m et du 4x100 m. En 1990, il devient l'un des organisateurs du premier festival de hip-hop au Incrível Almadense, où jouent Black Company (dont il était membre et l'un des fondateurs) et Africa Power,. En 1992, il collabore avec Pop dell'Arte sur le morceau Mc Holly. Il passe un mois en Angleterre, où il en profite pour se produire et enregistrer avec le groupe de danse londonien SWC, avec lequel il enregistre deux morceaux qui sortiront sur le label Tuff Productions.
C'est grâce à l'émission télévisée Lentes de Contacto, produite par Latina Europa, qu'elle rencontre Tiago Lopes et qu'ils enregistrent en 1993 le morceau Norte Sul.
En 1994, il sort l'EP PortuKKKal É Um Erro,. En 1995, il sort l'album Pé Na Tchôn, Karapinha Na Céu, enregistré avec Os Karapinhas. Le premier single est Black Magic Woman, avec Sam Ora.

## Discographie

### Albums studio
- 1994 : PortuKKKal É Um Erro (EP, EMI)
- 1995 : Pé Na Tchôn, Karapinha Na Céu (CD, EMI) (General D et Os Karapinhas)
- 1997 : Kanimambo (CD, EMI)

### Compilations
- 1995 : Timor Livre - avec le morceau Olhar Para Dentro
- 1995 : Sons De Todas As Cores (Universal) (Influência Negra)
- 1998 : Onda Sonora (Sobi Esse Pano, Mano) (Funk'N'Lata)

### Collaborations
- 1991 : Pop dell'Arte - MC Holly
- 1993 : TNHNHRCSSMPAS - Norte Sul
- 1997 : Ithaka - Erase the Slate of Hate
- 1998 : Cool Hipnoise - Soldadinho
- 1998 : Fernando Cunha - Pensamento Circular